# Pseudomicronia fasciata
Pseudomicronia fasciata är en fjärilsart som beskrevs av Alfred Ernest Wileman. Pseudomicronia fasciata ingår i släktet Pseudomicronia och familjen Uraniidae. Inga underarter finns listade.